# Фуксова группа
Фуксова группа — дискретная подгруппа группы PSL(2,R). Группа {\displaystyle \mathrm {PSL} (2,\mathbb {R} )} может рассматриваться как группа движений гиперболической плоскости или конформные отображения единичного диска, или конформные отображения верхней полуплоскости. Соответственно, фуксову группу, можно рассматривать как группу, действующую на любом из этих пространств. В других трактовках фуксова группа определяется как группа с конечным числом генераторов, либо как подгруппа  {\displaystyle \mathrm {PGL} (2,\mathbb {R} )}, содержащая сохраняющие ориентацию элементы. Также приемлемо определение фуксовой группы как клейновой (дискретная группа of PSL(2,C)), которая сопряжена с подгруппой группы {\displaystyle \mathrm {PSL} (2,\mathbb {R} )}.
Фуксовы группы используются для создания фуксовой модели римановых поверхностей. В этом случае группа может быть названа фуксовой группой поверхности. В некотором смысле, фуксовы группы делают для неевклидовой геометрии то же, что и кристаллографические группы делают для евклидовой геометрии. Некоторые рисунки Эшера построены на основе фуксовых групп (для дисковой модели геометрии Лобачевского).
Общие фуксовы группы первым изучал Анри Пуанкаре, заинтересованный статьей Лазаруса Фукса, от имени которого и происходит это название.

## Фуксовы группы на верхней полуплоскости
Пусть {\displaystyle \mathbb {H} =\{z\in \mathbb {C} :\mathrm {Im} (z)>0} будет верхней полуплоскостью. Тогда {\displaystyle \mathbb {H} } является моделью гиперболической плоскости, которая снабжена метрикой
{\displaystyle ds={\frac {1}{y}}{\sqrt {dx^{2}+dy^{2}}}.}
Группа PSL(2,R) действует на {\displaystyle \mathbb {H} } дробно-линейным преобразованием (которое известно как преобразования Мёбиуса):
{\displaystyle {\begin{pmatrix}a&b\\c&d\end{pmatrix}}\cdot z={\frac {az+b}{cz+d}}.}
Это действие эффективно и фактически {\displaystyle \mathrm {PSL} (2,\mathbb {R} )} изоморфно группе всех сохраняющих ориентацию движений of {\displaystyle \mathbb {H} }.
Фуксова группа {\displaystyle \Gamma } может быть определена как подгруппа группы {\displaystyle \mathrm {PSL} (2,\mathbb {R} )}, которая действует разрывно на {\displaystyle \mathbb {H} }.  То есть
- Для любого z в {\displaystyle \mathbb {H} } орбиты {\displaystyle {\Gamma }z=\{{\gamma }z\colon \gamma \in \Gamma \}} не имеют предельных точек в {\displaystyle \mathbb {H} }.

Эквивалентное определение — группа {\displaystyle \Gamma } фуксова, когда {\displaystyle \Gamma } дискретна. Это означает, что:
- Любая последовательность {\displaystyle \{\gamma _{n}\}} элементов {\displaystyle \Gamma }, сходящаяся к тождественному элементу в обычной топологии поточечной сходимости, в конечном счёте константна, то есть существует целое число N, такое что для любого n > N {\displaystyle \gamma _{n}=E}, где E является единичной матрицей.

Хотя разрывность и дискретность эквивалентны в данном случае, это неверно для случая произвольных групп конформных гомеоморфизмов, действующих на полной сфере Римана (в противоположность {\displaystyle \mathbb {H} }).  Более того, фуксова группа {\displaystyle \mathrm {PSL} (2,\mathbb {Z} )} дискретна, но имеет предельные точки на вещественной прямой Im z = 0 — элементы {\displaystyle \mathrm {PSL} (2,\mathbb {Z} )} будут иметь z = 0 для любого рационального числа, а рациональные числа {\displaystyle \mathbb {Q} } плотны в {\displaystyle \mathbb {R} }.

## Основное определение
Дробно-линейное преобразование, определённое матрицей из {\displaystyle \mathrm {PSL} (2,\mathbb {C} )}, сохраняет сферу Римана {\displaystyle \mathbf {P} ^{1}(\mathbb {C} )=\mathbb {C} \cup \infty }, но посылает верхнюю полуплоскость {\displaystyle \mathbb {H} } в некоторый открытый диск {\displaystyle \Delta }. Преобразование, сопряжённое такому преобразованию, посылает дискретную подгруппу {\displaystyle \mathrm {PSL} (2,\mathbb {R} )} в дискретную подгруппу группы {\displaystyle \mathrm {PSL} (2,\mathbb {C} )}, сохраняя {\displaystyle \Delta }.
Это обуславливает следующее определение фуксовой группы. Пусть {\displaystyle \Gamma \subset \mathrm {PSL} (2,\mathbb {C} )} действует инвариантно на собственный открытый диск {\displaystyle \Delta \subset \mathbb {C} \cup \infty }, то есть, {\displaystyle \Gamma (\Delta )=\Delta }. Тогда {\displaystyle \Gamma } является фуксовым тогда и только тогда, когда выполняется любое из следующих эквивалентных свойств:
1. {\displaystyle \Gamma } является дискретной группой (с учётом стандартной топологии на {\displaystyle \mathrm {PSL} (2,\mathbb {C} )}).
2. {\displaystyle \Gamma } действует собственно разрывно[англ.] в каждой точке {\displaystyle z\in \Delta }.
3. множество {\displaystyle \Delta } является подмножеством области разрывности {\displaystyle \Omega (\Gamma )} of {\displaystyle \Gamma }.

То есть любое из этих трёх свойств может быть использовано как определение фуксовой группы, другие следуют из выбранного определения как теоремы. Понятие собственного инвариантного разрывного подмножества {\displaystyle \Delta } важно. Так называемая группа Пикара {\displaystyle \mathrm {PSL} (2,\mathbb {Z} [i])} дискретна, но не сохраняет какой-либо диск в сфере Римана. Более того, даже модулярная группа {\displaystyle \mathrm {PSL} (2,\mathbb {Z} )}, которая является фуксовой группой, не действует разрывно на вещественной прямой. Она имеет предельные точки в рациональных числах. Аналогично, идея, что {\displaystyle \Delta } является собственным подмножеством области разрывности важна. Если этого нет, подгруппа называется клейновой группой.
Обычно в качестве инвариантной области {\displaystyle \Delta } берётся либо открытый единичный диск, либо верхняя полуплоскость.

## Предельные множества
Ввиду дискретности действия орбита {\displaystyle {\Gamma }z} точки z в верхней полуплоскости под действием {\displaystyle \Gamma } не имеет точек сгущения в верхней полуплоскости. Могут существовать, однако, предельные точки на вещественной оси. Пусть {\displaystyle \Lambda (\Gamma )} будет предельным множеством группы {\displaystyle \Gamma }, то есть множество предельных точек {\displaystyle {\Gamma }z} для {\displaystyle z\in \mathbb {H} }. Тогда {\displaystyle \Lambda (\Gamma )\subseteq \mathbb {R} \cup \infty }.  Предельное множество может быть пустым или состоять из одной или двух точек, а может состоять и из бесконечного числа. В последнем случае есть два варианта:
Фуксова группа первого типа — это группа, для которой предельное множество является замкнутой вещественной прямой {\displaystyle \mathbb {R} \cup \infty }. Это случается, когда факторпространство {\displaystyle \mathbb {H} /\Gamma } имеет конечный объём, но имеются фуксовы группы первого рода с бесконечным кообъёмом.
В противном случае говорят, что фуксова группа имеет второй тип. Эквивалентно, это группа, для которой предельное множество является совершенным множеством, то есть нигде не плотным множеством на {\displaystyle \mathbb {R} \cup \infty }. Поскольку это нигде не плотное множество, из этого следует, что любая предельная точка произвольно близка к некоторому открытому множеству, не принадлежащему предельному множеству. Другими словами, предельное множество является множеством Кантора.
Тип фуксовой группы не обязательно должен быть тем же самым, если рассматривать её как клейнову группу — фактически, все фуксовы группы являются клейновыми группами второго типа, так как их предельные множества (как клейновые группы) являются собственными подмножествами сферы Римана, содержащихся в некотором круге.

## Примеры
Пример фуксовой группы — это модулярная группа {\displaystyle \mathrm {PSL} (2,\mathbb {Z} )}.  Она является подгруппой группы {\displaystyle \mathrm {PSL} (2,R)}, состоящей из дробно-линейных преобразований
{\displaystyle {\begin{pmatrix}a&b\\c&d\end{pmatrix}}\cdot z={\frac {az+b}{cz+d}}}
где a, b, c, d — целые числа.  Факторпространство {\displaystyle \mathbb {H} /\mathrm {PSL} (2,\mathbb {Z} )} является пространством модулей эллиптических кривых.
Фуксовы группы включают также группы {\displaystyle \Gamma (n)} для каждого n > 0. Здесь {\displaystyle \Gamma (n)} состоит из дробно-линейных преобразований вышеприведённого вида, где элементы матрицы
{\displaystyle {\begin{pmatrix}a&b\\c&d\end{pmatrix}}}
сравнимы с элементами единичной матрицы по модулю n.
Кокомпактным примером служит Группа треугольника (2,3,7) (по вращениям), содержащая все фуксовые группы квартики Клейна и поверхности Макбита, как и другие группы Гурвица. В общем, любая гиперболическая группа фон Дика (подгруппа группы треугольника с индексом 2, соответствующая сохраняющим ориентацию движениям) является фуксовой группой.
Все они являются фуксовыми группами первого рода.
- Все гиперболические и параболические циклические подгруппы группы {\displaystyle \mathrm {PSL} (2,\mathbb {R} )} фуксовы.
- Любая эллиптческая циклическая подгруппа фуксова тогда и только тогда, когда она конечна.
- Любая абелева фуксова группа циклична.
- Никакая фуксова группа не изоморфна {\displaystyle \mathbb {Z} \times \mathbb {Z} }.
- Пусть {\displaystyle \Gamma } будет неабелевой фуксовой группой. Тогда нормализатор группы {\displaystyle \Gamma } в {\displaystyle \mathrm {PSL} (2,\mathbb {R} )} фуксовы.

## Метрические свойства
Если h является гиперболическим элементом, длина переноса L действия группы в верхней полуплоскости связана со следом h как {\displaystyle 2\times 2} матрицы отношением
{\displaystyle |\mathrm {tr} \;h|=2\cosh {\frac {L}{2}}.}
Аналогичное свойство имеет место для систолы соответствующей римановой поверхности, если фуксова группа не имеет кручения и кокомпактна.